# Saulius Pečeliūnas
Saulius Pečeliūnas (ur. 19 stycznia 1956 w Druskienikach, zm. 2 grudnia 2023) – litewski polityk, inżynier, poseł na Sejm.

## Życiorys
Ukończył w 1979 studia w Wileńskim Instytucie Inżynierii Budownictwa (przekształcony później w Wileński Uniwersytet Techniczny), po których do 1990 pracował jako kierownik inżynierii drogowej w instytucji planistycznej. W 1988 przystąpił do Sąjūdisu, w 1990 współtworzył Litewską Partię Demokratyczną, którą kierował do końca jej działalności w 2001.
Sprawował mandat poselski w Radzie Najwyższej kadencji 1990–1992, będąc jednym z sygnatariuszy aktu niepodległości z 11 marca 1990. W parlamencie zasiadał przez dwie kolejne kadencje, przegrywając w 2000 następne wybory.
Po połączeniu się LDP z innymi małymi partiami należał do LDS, następnie w 2003 związał się ze Związkiem Ojczyzny, formalnie nie wstępując do tej formacji. Z ramienia konserwatystów w wyborach w 2004 po czteroletniej przerwie powrócił do litewskiego Sejmu. W wyborach parlamentarnych w 2008 skutecznie ubiegał się o reelekcję, uzyskując mandat deputowanego z listy partyjnej TS-LKD. W 2012 nie został ponownie wybrany.

## Odznaczenia
- Krzyż Komandorski Orderu Wielkiego Księcia Giedymina – 2005[3]
- Medal Niepodległości Litwy – 2000[3]
- Medal Rady Bałtyckiej – 2005[4]
- Krzyż Oficerski Orderu Zasługi RP – Polska, 2009[5]